# Leptophryidae
Leptophryidae – takson eukariotów należący do supergrupy Sar. W systematyce Adla nie występuje, według Hessa i innych ma rangę rodziny.

## Systematyka
Według Hessa podział rodziny Leptophryidae jest następujący:
- Leptophrys
- Theratromyxa
- Platyreta